# Tournoi d'ouverture du championnat du Belize de football 2016
Navigation
Saison précédente Saison suivante
Le Tournoi Apertura 2016 est le treizième tournoi saisonnier disputé au Belize.
C'est cependant la 34e fois que le titre de champion du Belize est remis en jeu.
Lors de ce tournoi, le Belmopan Bandits a conservé son titre de champion du Belize face aux huit meilleurs clubs beliziens.
Chacun des neuf clubs participants était confronté deux fois aux autres équipes. Puis les quatre meilleurs se sont affrontés lors d'une phase finale à la fin de la saison.
Seulement une place pouvait être qualificative pour la Ligue de la CONCACAF.

## Les 9 clubs participants
Ce tableau présente les neuf équipes qualifiées pour disputer le championnat 2016-2017. On y trouve le nom des clubs, le nom des stades dans lesquels ils évoluent ainsi que la capacité et la localisation de ces derniers.
Lors de l'intersaison, le FC Belize et les Paradise/Freedom Fighters (en) décident de réintégrer le championnat après une saison de non participation alors que l'Orange Walk FC (en) fait son entrée dans l'élite du football béliziens.
| Club                           | Stade                       | Capacité | Ville            |
| Defence Force                  | Stade MCC Grounds           | 2 000    | Belize City      |
| Belmopan Bandits               | Stade Isidoro Beaton        | 2 500    | Belmopan         |
| FC Belize                      | Stade MCC Grounds           | 2 000    | Belize City      |
| Paradise/Freedom Fighters (en) | Toledo Union Field (en)     | -        | Punta Gorda      |
| Orange Walk FC (en)            | Stade Orange Walk People's  | 4 500    | Orange Walk Town |
| Placencia Assassins (en)       | Stade Michael Ashcroft (en) | 2 000    | Mango Creek      |
| Police United                  | Stade Norman Broaster       | 2 000    | San Ignacio      |
| Verdes FC                      | Stade Norman Broaster       | 2 000    | San Ignacio      |
| Wagiya (en)                    | Stade Carl Ramos            | 3 500    | Dangriga         |

Localisation des clubs engagés dans le championnat
| \| Defence Force FC Belize Verdes FC Police United Belmopan Bandits Placencia Assassins Wagiya Paradise/Freedom Fighters Orange Walk FC \| |
| Defence Force FC Belize Verdes FC Police United Belmopan Bandits Placencia Assassins Wagiya Paradise/Freedom Fighters Orange Walk FC       |

## Compétition
Le tournoi Apertura se déroule de la façon suivante, en deux phases :
- La phase régulière : les dix-huit journées de championnat.
- La phase finale : les matchs aller-retour allant des demi-finales à la finale.

### Phase régulière
Lors de la phase régulière les neuf équipes affrontent à deux reprises les huit autres équipes selon un calendrier tiré aléatoirement.
Les quatre meilleures équipes sont qualifiées pour le second tour.
Le classement est établi sur le barème de points classique (victoire à 3 points, match nul à 1, défaite à 0).
Le départage final se fait selon les critères suivants :
- Le nombre de points.
- La différence de buts générale.
- Le nombre de buts marqué.

| Rang | Équipe                         | Pts | J  | G  | N | P  | Bp | Bc | Diff |
| ---- | ------------------------------ | --- | -- | -- | - | -- | -- | -- | ---- |
| 1    | Belmopan Bandits T             | 40  | 16 | 12 | 4 | 0  | 45 | 11 | +34  |
| 2    | Defence Force                  | 31  | 16 | 8  | 7 | 1  | 29 | 13 | +16  |
| 3    | Police United                  | 28  | 16 | 8  | 4 | 4  | 39 | 21 | +18  |
| 4    | FC Belize                      | 28  | 16 | 8  | 4 | 4  | 30 | 22 | +8   |
| 5    | Placencia Assassins (en)       | 25  | 16 | 7  | 4 | 5  | 34 | 21 | +13  |
| 6    | Verdes FC                      | 24  | 16 | 7  | 3 | 6  | 27 | 24 | +3   |
| 7    | Wagiya (en)                    | 11  | 16 | 3  | 2 | 11 | 26 | 42 | -16  |
| 8    | Paradise/Freedom Fighters (en) | 11  | 16 | 3  | 2 | 11 | 24 | 44 | -20  |
| 9    | Orange Walk FC (en)            | 3   | 16 | 1  | 0 | 15 | 20 | 76 | -56  |

| Légende : Qualifications et relégations | Légende : Qualifications et relégations |
| --------------------------------------- | --------------------------------------- |
|                                         | Qualifié pour le second tour            |
|                                         | T Tenant du titre                       |

| Résultats (▼dom., ►ext.)                                   | Def | Belm | Beli | Fre | Ora | Pla | Pol | Ver | Wag |
| Defence Force                                              |     | 1-1  | 1-1  | 2-2 | 3-1 | 2-1 | 1-1 | 3-0 | 1-0 |
| Belmopan Bandits                                           | 0-0 |      | 0-0  | 4-1 | 9-2 | 4-0 | 2-1 | 2-0 | 4-1 |
| FC Belize                                                  | 0-2 | 0-3  |      | 2-0 | 4-2 | 1-2 | 2-1 | 1-1 | 4-2 |
| Paradise/Freedom Fighters (en)                             | 1-2 | 3-3  | 1-6  |     | 5-2 | 0-2 | 3-6 | 0-2 | 3-0 |
| Orange Walk FC (en)                                        | 1-5 | 0-2  | 3-4  | 1-3 |     | 0-7 | 0-9 | 0-6 | 4-3 |
| Placencia Assassins (en)                                   | 0-3 | 0-1  | 0-1  | 3-0 | 4-1 |     | 3-3 | 1-1 | 4-0 |
| Police United                                              | 0-0 | 1-2  | 1-0  | 3-1 | 3-0 | 1-1 |     | 3-2 | 3-1 |
| Verdes FC                                                  | 2-1 | 1-4  | 1-2  | 3-1 | 3-1 | 1-1 | 2-1 |     | 2-1 |
| Wagiya (en)                                                | 2-2 | 0-4  | 2-2  | 3-0 | 6-2 | 2-5 | 1-2 | 2-0 |     |
| - Victoire à domicile - Match nul - Victoire à l'extérieur |     |      |      |     |     |     |     |     |     |

### La Phase Finale
Lors de cette édition, la seconde phase du championnat a changé de format, les quatre équipes qualifiées sont désormais réparties dans un tableau final d'après leur classement général.
En cas d'égalité sur la somme des deux matchs, c'est l'équipe ayant marqué le plus de buts à extérieur qui l'emporte puis une prolongation et une séance de tirs au but ont éventuellement lieu.

#### Tableau
|  |                  |            |               |            |                  |     |   |        |        |        |        |        |
|  | 1/2 finale       | 1/2 finale | 1/2 finale    | 1/2 finale | 1/2 finale       |     |   | Finale | Finale | Finale | Finale | Finale |
|  |                  |            |               |            |                  |     |   |        |        |        |        |        |
|  |                  |            |               |            |                  |     |   |        |        |        |        |        |
|  | Belmopan Bandits | (1)        | 1             | 1          |                  |     |   |        |        |        |        |        |
|  | Belmopan Bandits | (1)        | 1             | 1          |                  |     |   |        |        |        |        |        |
|  | FC Belize        | (4)        | 1             | 0          |                  |     |   |        |        |        |        |        |
|  | FC Belize        | (4)        | 1             | 0          | Belmopan Bandits | (1) | 0 | 4      |        |        |        |        |
|  |                  |            |               |            |                  | (1) | 0 | 4      |        |        |        |        |
|  |                  |            | Defence Force | (2)        | 1                | 0   |   |        |        |        |        |        |
|  | Defence Force    | (2)        | Defence Force | (2)        | 1                | 0   | 1 | 2      |        |        |        |        |
|  | Defence Force    | (2)        |               |            |                  |     | 1 | 2      |        |        |        |        |
|  | Police United    | (3)        | 3             | 0          |                  |     |   |        |        |        |        |        |
|  | Police United    | (3)        | 3             | 0          |                  |     |   |        |        |        |        |        |

#### Demi-finales
| Club             | Aller | Retour | Club          | Commentaire                 |
| Belmopan Bandits | 1-1   | 1-0    | FC Belize     |                             |
| Defence Force    | 1-3   | 2-0    | Police United | Meilleur classement général |

#### Finale
| Match aller      | Defence Force       | 1:0   | Belmopan Bandits | Stade MCC Grounds |  |
| 24 décembre 2016 | Trimayne Harris 64e | (0:0) |                  |                   |  |

| Match retour     | Belmopan Bandits                                                                       | 4:0   | Defence Force | Stade Isidoro Beaton |  |
| 31 décembre 2016 | Elroy Smith 3e (pen.) · Aloisio Teixeira 12e · Jairo Rochez 27e · Aloisio Teixeira 33e | (4:0) |               |                      |  |

## Bilan du tournoi
| Tournoi d'ouverture du championnat de football du Belize 2016 |                             |
| Champion                                                      | Belmopan Bandits (6e titre) |
| Dauphin                                                       | Defence Force               |
| Qualifications continentales                                  |                             |
| Ligue de la CONCACAF 2017                                     | Belmopan Bandits            |

## Statistiques

### Buteurs
| Rang | Nom | Équipe | Buts |
| 1    |     |        | -    |
| 2    |     |        | -    |
| 3    |     |        | -    |